# Drieschnitz
Drieschnitz (niedersorbisch Drěžnica) ist ein Gemeindeteil von Drieschnitz-Kahsel, einem Ortsteil der Gemeinde Neuhausen/Spree im Landkreis Spree-Neiße in Brandenburg.

## Lage
Drieschnitz liegt in der Niederlausitz etwa 15 Kilometer nordöstlich der Stadt Spremberg und 18 Kilometer südwestlich der Stadt Cottbus. Umliegende Ortschaften sind Komptendorf im Norden, Gablenz im Nordosten, der zur Gemeinde Wiesengrund gehörende Ortsteil Trebendorf im Osten, die zur Stadt Spremberg gehörenden Ortsteile Hornow und Wadelsdorf im Süden, Kahsel im Westen sowie Laubsdorf im Nordwesten.
Drieschnitz liegt etwa zwei Kilometer südlich einer Abzweigung an der Landesstraße 47 nach Spremberg. Zum Ort gehört der Gutshof Drieschnitz-Vorwerk.

## Geschichte
Das als Straßenangerdorf angelegte Drieschnitz wurde erstmals im Jahr 1463 als „Drysnitz“ urkundlich erwähnt. Der Ortsname stammt aus der sorbischen Sprache. Die Bedeutung ist nicht ganz klar, vermutlich beschreibt er eine Siedlung in der Nähe eines Waldgebietes.
Durch die politische Neuordnung in der Zeit nach dem Wiener Kongress kam Drieschnitz an das Königreich Preußen. Dort lag der Ort im Landkreis Cottbus im zur Teilprovinz Neumark gehörenden Regierungsbezirk Frankfurt. Am 1. Juli 1950 wurde die Gemeinde Drieschnitz dem Landkreis Spremberg (Lausitz) angegliedert.
Am 25. Juli 1952 wurde Drieschnitz dem damals neu gebildeten Kreis Spremberg im Bezirk Cottbus zugeordnet. Zum 1. Januar 1974 erfolgte die Zusammenlegung mit dem Nachbardorf Kahsel zur Gemeinde Drieschnitz-Kahsel. Nach der Wende lag diese Gemeinde zunächst im Landkreis Spremberg in Brandenburg, bevor sie nach der brandenburgischen Kreisreform vom 6. Dezember 1993 dem neu gegründeten Landkreis Spree-Neiße zugeordnet wurde. Am 19. September 2004 wurde Drieschnitz als Teil der Gemeinde Drieschnitz-Kahsel zusammen mit 14 weiteren Gemeinden zu der neuen Gemeinde Neuhausen/Spree zusammengeschlossen.

## Bevölkerungsentwicklung
| Einwohnerentwicklung in Drieschnitz von 1875 bis 1971 | Einwohnerentwicklung in Drieschnitz von 1875 bis 1971 | Einwohnerentwicklung in Drieschnitz von 1875 bis 1971 | Einwohnerentwicklung in Drieschnitz von 1875 bis 1971 | Einwohnerentwicklung in Drieschnitz von 1875 bis 1971 | Einwohnerentwicklung in Drieschnitz von 1875 bis 1971 | Einwohnerentwicklung in Drieschnitz von 1875 bis 1971 | Einwohnerentwicklung in Drieschnitz von 1875 bis 1971 |
| Jahr                                                  | Einwohner                                             | Jahr                                                  | Einwohner                                             | Jahr                                                  | Einwohner                                             | Jahr                                                  | Einwohner                                             |
| ----------------------------------------------------- | ----------------------------------------------------- | ----------------------------------------------------- | ----------------------------------------------------- | ----------------------------------------------------- | ----------------------------------------------------- | ----------------------------------------------------- | ----------------------------------------------------- |
| 1875                                                  | 259                                                   | 1925                                                  | 238                                                   | 1946                                                  | 294                                                   | 1971                                                  | 225                                                   |
| 1890                                                  | 263                                                   | 1933                                                  | 243                                                   | 1950                                                  | 279                                                   |                                                       |                                                       |
| 1910                                                  | 245                                                   | 1939                                                  | 216                                                   | 1964                                                  | 244                                                   |                                                       |                                                       |

Für seine Statistik über die sorbische Bevölkerung in der Lausitz ermittelte Arnošt Muka in den achtziger Jahren des 19. Jahrhunderts in Drieschnitz eine Bevölkerungszahl von 275 Einwohnern, davon waren 274 Sorben (≈100 %) und nur ein Deutscher. Ernst Tschernik zählte im Jahr 1956 in Drieschnitz einen sorbischsprachigen Bevölkerungsanteil von nur noch 11,1 %.